# ووجیمیش آدامسکی
ووجیمیش آدامسکی (لهستانی: Włodzimierz Adamski؛ ‏ تلفظ لهستانی: [vwɔˈd͡ʑimjɛʂ]؛ زادهٔ ۱۷ اکتبر ۱۹۵۳) بازیگر اهل لهستان است.
از فیلم‌ها یا مجموعه‌های تلویزیونی که وی در آن‌ها نقش داشته است، می‌توان به به‌دور از جاده، خودِ زندگی، عشق اول، تنها عشق، در خیابان سپولنی، حالا یا هرگز!، در خوشی و سختی، ع چون عشق، دهن‌به‌دهن، یک‌راست به دل، کمیسر آلکس، پدر متیو، رنگ‌های خوشبختی، تاج پادشاهان، قانون حقیقی، پزشک قلابی و لهستان بازسازی‌شده اشاره نمود.